# Yeast-One-Hybrid-System
Das Yeast One-Hybrid-System (Y1H, zu deutsch ‚Hefe-Ein-Hybrid-System‘) dient zur Identifizierung neuer Protein-DNA-Interaktionen, ist aber auch geeignet, bekannte oder vermutete Protein-DNA-Interaktionen zu bestätigen und zu charakterisieren.

## Prinzip
Um neue Interaktionen zu finden (Screening), wird zwischen einem Protein-zentrierten und einem DNA-zentrierten Ansatz unterschieden. In beiden Fällen signalisiert die Aktivierung eines Reportergens, das z. B. der Backhefe Saccharomyces cerevisiae eine Antibiotikaresistenz vermittelt, dass es zu einer Interaktion kommt.

### Suche nach DNA-Bindungssequenzen für ein Protein
Die cDNA des zu untersuchenden Proteins wird in einen Vektor kloniert, der für eine transkriptionelle Aktivierungsdomäne, meistens die des Hefetranskriptionsfaktors GAL4, codiert. Mit der in Escherichia coli amplifizierten DNA wird ein Hefestamm stabil transformiert. Die Zellen exprimieren das zu untersuchende Protein als Fusionsprotein mit einer Aktivierungsdomäne. Die Hefen werden jetzt mit einer Reportergen-Bibliothek transformiert, in deren Promotor zuvor je ein DNA-Fragment, z. B. Restriktionsfragmente genomischer Maus-DNA, kloniert wurde. Kommt es zu einer Interaktion mit dem Fusionsprotein, wird das Reportergen aktiviert und die Hefe bildet auf geeigneten Platten Kolonien.

### Suche nach Proteinen, die an ein DNA-Element binden
Im ersten Schritt werden Hefezellen mit einem Reportergenplasmid transformiert, in dessen Promotor das zu untersuchende DNA-Element kloniert wurde. Die Hefen werden jetzt mit einer cDNA-Bibliothek von Plasmiden, die für eine transkriptionelle Aktivierungsdomäne codieren, transformiert. Hefen, die Fusionsproteine exprimieren, welche an die Zielsequenz binden, erwerben eine Antibiotikaresistenz.
Häufiger angewendet wird die Suche nach Transkriptionsfaktoren für regulatorische Sequenzen aus Promotoren und Enhancer. In beiden Fällen werden die Plasmide aus den selektionierten Hefekolonien isoliert und identifiziert. In der Regel wird die Protein-DNA-Interaktion mit anderen Methoden, wie dem EMSA, verifiziert.
Das Bacterial One-hybrid system ist ein vom Yeast-One-Hybrid-System abgeleitetes Verfahren zur Ermittlung von DNA-Protein-Interaktionen in Bakterien. Das Yeast-Two-Hybrid-System ist eine Untersuchungsmethode für Protein-Protein-Interaktionen.